# Murielle Huet des Aunay
Pour les articles homonymes, voir Huet et Aunay.
Murielle Huet des Aunay, née le 22 octobre 1984 à Argentan (Orne), est une actrice française.

## Filmographie

### Cinéma
- 2007 : Le Chant des sirènes (moyen métrage) de Nicolas Miard : Monika
- 2017 : L'École buissonnière : Montaine

### Télévision
- 2005 : Le Voyageur sans bagages, de Pierre Boutron
- 2005 : Trois pères à la maison, de Stéphane Kappes, 3 épisodes : Juliette Pazzi
- 2005 : Louis Page, de Baddredine Mokhrani
- 2005 - 2006 : Plus belle la vie (saison 2) : Nadine Vautier
- 2006 : Groupe flag, épisode Domino d'Étienne Dhaene : Estelle
- 2006 : T'as pas une minute ?, de Christian Merret-Palmair
- 2007 : Nodame Cantabile, de Takeuchi Hideki
- 2009 : Femmes de loi, épisode Cœur de lion de Klaus Biedermann : Flora
- 2010 : Boulevard du Palais, épisode La Ballade du pendu de Christian Bonnet : Raphaëlle Aubry
- 2011 : Midi et soir, de Laurent Firode : Chloé
- 2014 : Le Sang de la vigne, épisode Du raffut à Saint-Vivant d'Aruna Villiers : Chloé
- 2014 : Candice Renoir, épisode Mieux vaut l'abondance que le besoin : Camille
- 2017 : Le Prix de la vérité : Clarisse
- 2018 : Meurtres en pays d'Oléron de Thierry Binisti : Lisa
- 2018 : Deux gouttes d'eau de Nicolas Cuche
- 2018 : Joséphine ange gardien, (saison 19, épisode 90) 1998-2018, Retour vers le futur de Stephan Kopecky : Nina
- 2018 : Cassandre, épisode Le Loup gris réalisé par François Guérin : Émilie Berthier
- 2019 : Olivia de Thierry Binisti
- 2020 : La Stagiaire, série d'Isabel Sebastian, épisode Noces funèbres (saison 5, épisode 7) : Sophie Berthelot
- 2021 : Coups de sang de Christian Bonnet : Patricia Delgado
- 2022 : Neige de Laurent Tuel : Juliette Hemon
- 2025 : Le Négociateur (saison 2, épisode 1 : Un enfant à tout prix) : Laura Schmitt
- 2025 : Camping Paradis (saison 15, épisode 6) : Armelle

## Théâtre
- 2007 - 2009 : Chat et souris de Ray Cooney, adaptation française de Stewart Vaughan et Jean-Christophe Barc, mise en scène de Jean-Luc Moreau, avec Francis Perrin : Alix
- 2009 - 2010 : Les hommes préfèrent mentir d’Éric Assous, mise en scène Jean-Luc Moreau : Madison
- 2011 : Mon meilleur copain d'Éric Assous, mise en scène Jean-Luc Moreau, Théâtre des Nouveautés
- 2013 -2014 : Un drôle de père de Bernard Slade, mise en scène Jean-Luc Moreau
- 2017 et 2019 : On ne voyait que le bonheur de Grégoire Delacourt, mise en scène Grégori Baquet, Festival d'Avignon off